# Pic Occidental de la Cascada
El Pic Occidental de la Cascada és una muntanya de 3.095 m d'altitud, amb una prominència de 66 m, que es troba al massís del Mont Perdut, entre la província d'Osca (Aragó) i el departament dels Alts Pirineus (França). La primera ascensió als Pics de la Cascada la van realitzar Henry Russell i Cèlestin Passet l'any 1877.
Per a fer l'ascensió al cim es pot fer des del vessant aragonès a través del refugi de Góriz (2.100 m) i des del vessant Francés pel refugi de Sarradets a (2.587 m).